# Richard de Clare (3e comte d'Hertford)
Pour les articles homonymes, voir Richard de Clare.
Richard de Clare (c. 1153 - 1217), 3e comte de Hertford, est un important baron anglais.
Il est le fils de Roger de Clare († 1173) et de Matilde, fille de James de St Hilaire, un noble possessionné en Angleterre et en Bretagne. Il épouse Amicie († 1225), fille et cohéritière de Guillaume de Gloucester († 1183), 2e comte de Gloucester.
En 1215, il est, avec son fils Gilbert, l'un des 25 barons chargés de surveiller l'application par le roi de la Magna Carta. Pour sa participation à ce comité de surveillance, il est excommunié par le pape Innocent III au début de l'année 1216.

## Famille
Richard de Clare et Amice ont trois enfants :
- Gilbert de Clare (ca. 1180 - 25 octobre 1230), 4e comte de Hertford et 5e comte de Gloucester qui épouse en 1217 Isabelle, fille de Guillaume le Maréchal ;
- Maud (Matilda) de Clare (ca. 1184 - 1213), qui épouse en 1206, Sir Guillaume de Braose, fils de Guillaume (IV) de Briouze (ou de Braose) et de Maud de Briouze, née Saint-Valery ;
- Richard de Clare (v. 1184 - 4 mars 1228, Londres) [réf. nécessaire].